# Jinshaia
Genre
Jinshaia est un genre de poissons téléostéens de la famille des Balitoridae (ordre des Cypriniformes). Ce sont des loches de rivière endémiques de la Chine.

## Liste d'espèces
Selon World Register of Marine Species (4 août 2023) :
- Jinshaia abbreviata (Günther, 1892)
- Jinshaia niulanjiangensis Li, Mao & Lu, 1998
- Jinshaia sinensis (Sauvage & Dabry de Thiersant, 1874) - espèce type

## Systématique
Le nom valide complet (avec auteur) de ce taxon est Jinshaia Kottelat & Chu (d), 1988,.

## Étymologie
Le nom générique, Jinshaia, fait référence au Yangtsé, nommé en chinois Jīnshā Jiāng (chinois : 金沙江 ; litt. « fleuve du sable doré »), et où ces espèces ont été découvertes.

## Publication originale
- (en) M. Kottelat et Chu Xin-Luo, « A synopsis of Chinese balitorine loaches (Osteichthyes: Homalopteridae) with comments on their phylogeny and description of a new genus », Revue suisse de zoologie, MHNG, vol. 95,‎ 1988, p. 181–201 (ISSN 0035-418X, DOI 10.5962/BHL.PART.79647, lire en ligne).